# 阪急阪神レストランズ
株式会社阪急阪神レストランズ （はんきゅうはんしんレストランズ、英: Hankyu Hanshin Restaurants Co.,Ltd.）は、かつて存在した日本の外食企業。阪急阪神ホールディングスの中核会社の1つである阪急阪神ホテルズの100%子会社（連結子会社）であり、阪急阪神東宝グループに属していた。本社を大阪府大阪市北区に置いていた。2019年（令和元年）11月21日付で解散した。

## 概要
阪急阪神ホールディングスグループ内の仕入や衛生管理などの統合による経費削減を目指した飲食事業の集約のため、阪急阪神ホテルズの100%出資を受けて、2010年（平成22年）2月1日に設立され、設立から2ヶ月後の同年4月1日付で、阪急リテールズの飲食事業部門とクリエイティブ阪急のフード事業部を継承して事業開始した飲食事業を行う企業である。
店舗数の多い主力業態は、クリエイティブ阪急から引き継いだ阪急電鉄の駅構内を中心に展開している立ち食いそば・うどん店（駅そば）の「阪急そば」と、阪急リテールズから引継いだカフェ・ベーカリーの「フレッズ」で、事業を承継した2社がともに阪急電鉄系の企業であることから、主に阪急電鉄の沿線や所有物件（例えば阪急グランドビルなど）の中に店舗を構えていることが多かった。
主力の2業態以外にも「Naturalkitchen麹」や「粋房 寸（ちょっと）」などの居酒屋・ダイニング系レストランのほか、「喫茶 スタンダード」や「りら」、「プレンティ」などの店名で展開する喫茶店・カフェ、ケンタッキー・フライドチキンとハーゲンダッツのフランチャイズ店舗など多岐にわたる業態で飲食店を展開していた。
その後、2019年4月1日付で、フレッズ事業を同じ阪急阪神東宝グループのエイチ・ツー・オー リテイリングに、阪急そばを平野屋にそれぞれ売却した。また駅構内の喫茶店事業も大幅に縮小した上で、同年11月21日付で解散した。

## 店舗ブランド・業態

### カフェ・ベーカリー

#### フレッズ
旧阪急リテールズ系。店内のオーブンで焼いて提供するパンを主力にしたカフェ・ベーカリー。
メインブランドである「フレッズカフェ」が7店舗、派生ブランドの「フレッズカフェSTATION」「フレッズEXP」2店舗の合計9店舗（以下参照）を出店し、出店地域は神戸線沿線に多く、梅田駅にある2店舗と十三駅の1店舗を除けば、残り6店舗のうち3店舗が神戸線沿線に出店していた。
2019年4月1日付で、同じ阪急阪神グループのエイチ・ツー・オー リテイリングが株式会社阪急フレッズを子会社化し、以前からエイチ・ツー・オー傘下の株式会社阪急B&Cプランニングとともに、株式会社阪急ベーカリーへ経営統合された。ただし、屋号や業態は「フレッズ」のまま変わらず、駅ナカ周辺に出店している。
- フレッズカフェ梅田店：中央改札口外の2階コンコースに出店
- フレッズカフェ茶屋町口店：茶屋町口改札口外の2階コンコースに出店
- フレッズカフェ茨木店：茨木市駅改札口外の2階コンコースに出店
- フレッズカフェ十三店：十三駅の2階連絡通路に出店
- フレッズカフェ園田店：園田駅改札口外の2階コンコースに出店
- フレッズカフェ西宮北口店：西宮北口駅の今津線宝塚方面ホームに出店
- フレッズカフェ六甲店：六甲阪急ビルの2階、六甲駅改札口前に出店
- フレッズカフェSTATION川西能勢口店：川西能勢口駅の2階西改札口構内に出店、同居していたアズナスの改装とローソンへの転換に先立ち閉店。
- フレッズEXP石橋店：石橋駅構内に出店

### うどん・そば・ラーメン

#### 阪急そば
旧クリエイティブ阪急系（同社は阪神園芸に吸収合併され現存しない）。駅の構内外に出店する立ち食いそば・うどん店（駅そば）。阪急沿線を中心に「阪急そば」と派生ブランドの「阪急そば 若菜」を出店していた。2019年4月1日付でフラット・フィールド・オペレーションズの完全子会社の株式会社平野屋へ全店が事業譲渡され、店名を「若菜そば」に変更した。

#### 十三ラーメン ゆうな
旧クリエイティブ阪急系のラーメン店。阪急沿線に以下の3店舗を出店していた。
- 長岡店：長岡天神駅前（西口）に出店。
- 十三東口店：十三駅前（東口）に出店。
- 武庫之荘店[7]：武庫之荘駅前（北口）に出店。

#### その他
- 若菜：JR西日本千里丘駅前に出店。「阪急そば」や「阪急そば 若菜」と同様にうどん・そばを中心に提供する店舗。ただし阪急阪神レストランズの店舗一覧ページでは「阪急そば」や「阪急そば 若菜」と同じ「そば・うどん店舗一覧」に掲載されていたが「その他の店舗」として案内されていた[8]。
- 御鷹茶屋：阪急三番街南館地下2階に出店。そばや天ぷらを中心に提供する店舗。上述の「若菜」と同様、阪急阪神レストランズの店舗一覧ページでは「そば・うどん店舗一覧」に掲載されていたが「その他の店舗」として案内されていた。
- 観音茶屋：中山寺境内に出店。鉄道駅周辺や商業施設内ではなく、宝塚線沿線にある中山寺の境内に出店する店舗。うどん・そばを中心に甘味なども提供し、中山寺の公式ウェブサイトでも、境内に2店舗ある喫茶・飲食店の1つとして案内されている[9]。
- 阪急ラーメン：東向日駅前に出店。旧クリエイティブ阪急系。ラーメン店だが上記の「十三ラーメン ゆうな」とは異なる。阪急そば東向日店に隣接していたが、阪急そばと同一店舗扱いとして阪急阪神レストランズの店舗一覧には掲載されていなかった。過去には富田駅前にも出店していたが後に閉店（その名残で阪急そば富田店ではラーメンを提供していた）。

### ダイニング部門
ダイニング部門では、居酒屋やバールといった業態の店舗を複数のブランドで計14店舗を運営していた。
- 「粋房 寸（ちょっと）」[4]：堂島アバンザとニッセイ新大阪ビルに1店舗ずつ、計2店舗を出店。
- 「Natural Kitchen 麹」[4]：麹など発酵食品を使用した料理を売りにしていた。大阪に2店舗（阪急三番街、本町に1店舗（本町店は過去には阪急そば本町店と同じビルに入居していた）、京都に1店舗（COCON KARASUMA内）の計3店舗を出店した。また南船場には「南船場 麹」を出店した。
- 「粋房 夕菜（ゆふな）」：阪急三番街と京都・四条烏丸（京都三井ビルの地下1階）に1店舗ずつ、計2店舗を出店していた。
- 「あせんぼ」：阪急かっぱ横丁の2階に2店舗を出店し、それぞれ「あせんぼ　母屋・離れ」と「あせんぼ　樂坐（らくざ）」と店名を変えて区別していた。
- 「大鍋居酒屋 御用だ！」：大鍋で炊いたおでんなどを売りにする居酒屋。大阪（阪急かっぱ横丁）に1店舗、京都・四条烏丸（京都三井ビルの1階）に1店舗の計2店舗を出店した。
- 「デリカ・バール」：バールスタイルの飲食店。阪急三番街に1店舗を出店したほか、2011年（平成23年）6月6日に阪急グランドビルのサン広場にやや小規模な「デリカ・バール Jr.」を出店した[10]。

### カフェ部門
阪急阪神レストランズでは、（フレッズカフェを除く）カフェと喫茶店を区別していた。カフェは以下の5つの店名（ブランド名）で合計6店舗を出店した。カフェは2店舗を除き、全て阪急三番街南館（梅田駅に併設）に出店し、後述する喫茶店部門が主要駅以外にも出店したのと対照的であった。
- 「Slow Cafe（スロウ・カフェ）」 - 大阪（阪急グランドビル地下）に1店舗と、京都・四条烏丸に1店舗を出店。「スロウに生きてみようよ」をコンセプトとしていた。
- 「neko」 - 阪急三番街南館1階に出店。「チャイニーズ・スタイル・カフェ」と銘打ち[11]、ドリンクメニューは中国茶を中心に展開していた。
- 「hirari」[12] - 阪急三番街南館2階に出店。「イタリアン・カフェ」と銘打ち[13]、ランチメニューやディナーメニューでもイタリアンが紹介されていた。
- 「parfum de cafe（パルファム・ドゥ・カフェ）」 - 阪急三番街南館地下1階に出店。
- 「Cafe&Dining 糀」 - レム新大阪がある新大阪駅の新大阪阪急ビルに出店。「Natural Kitchen 麹」「南船場 麹」同様、麹など発酵食品を使用した料理を売りにしていたが、公式ウェブサイト上ではカフェ・バール部門に掲載されていたため本節に記載。

### 喫茶店部門
喫茶店部門は「喫茶 スタンダード」や「プレンティ」など10の店名で（以下参照）、27店舗を阪急電鉄の駅周辺（駅構内や駅前など）や阪急系列の商業施設・ビル内に出店し、ていた。特に梅田駅については出店数が多く、各改札口の内外に計5店舗を展開していた。また喫茶店部門は主要駅以外の駅にも出店し、前述のように阪急梅田駅エリア（阪急三番街南館）に集中的に出店したカフェ部門とは対照的であった。
- 「喫茶 スタンダード」[4]：梅田駅2階店、上新庄店、塚口店、西宮北口店、六甲店、石橋店の計6店舗。
- 「りら」[4] - 阪急梅田駅3階店を出店。同店は過去には「ライラック」（後掲）として運営され、改装を経て「りら」としてリニューアル・オープンした。また過去には西宮北口店のほか、新阪急八番街（新阪急ビル内）の地下1階にも「八番街店」を出店していた。
- 「プレンティ」[4] - 阪急梅田駅3階店、南千里店、茨木店、高槻店、四条烏丸店、宝塚店、三宮店、池田店の計8店舗。
- 「サンシェイド」 - 茨木店、逆瀬川店、千里中央店（千里朝日阪急ビル内）の計3店舗。
- 「ルナ」 - 向日店と吹田店の2店舗。
- 「ミモザ」 - 阪急梅田駅2階に出店。
- 「ハーティ」 - 阪急梅田駅の茶屋町口改札口側に出店。
- 「ライラック」 - 池田駅に出店。
- 「ジャルダン」 - 阪急三番街南館の地下1階に出店。
- 「パウゼ」 - 阪急電鉄本社ビル1階に出店。

### ファーストフード部門
ファーストフード部門は、大手ファーストフードチェーンであるケンタッキー・フライドチキンとハーゲンダッツの店舗をフランチャイズ展開していた。阪急阪神レストランズ内で社外ブランドはこのフランチャイジー2業態のみである。
- ケンタッキー・フライドチキン - 阪急茨木店、阪急桂店、武庫之荘駅前店の3店舗を出店。
- ハーゲンダッツ - 阪急三番街南館の1階に出店。